# Olof Nordenfelt
Olof Nordenfelt, född 22 december 1902 i Stockholm, död 5 augusti 1985 i Lund, var en svensk läkare.
Nordenfelt avlade studentexamen 1920, studerade vid Karolinska Institutet och blev medicine kandidat 1923 samt medicine licentiat 1928. År 1941 blev han medicine doktor vid Lunds universitet. Efter kortare förordnanden bland annat i patologisk anatomi vid Karolinska Institutet 1925 och 1926, vid Serafimerlasarettets Röntgeninstitut 1929, vid Göteborgs epidemisjukhus och hälsovårdsnämndens bakteriologiska laboratorium där 1929–1930 och vid Radiumhemmet i Stockholm 1930, var han förste underläkare vid Vänersborgs lasaretts medicinska avdelning 1931–1934 och hade praktik i Göteborg 1934–1937. Nordenfelt blev 1938 amanuens och 1939 underläkare vid Lunds lasaretts medicinska klinik, 1941 docent i praktisk medicin i Lund och 1944 tillförordnad överläkare vid Jönköpings lasarett. År 1927 blev han militärläkare och 1939 marinläkare av första graden i Marinläkarkårens reserv. Nordenfelt företog 1933 en studieresa till Wien. Han skrev ett tjugotal arbeten i olika medicinska ämnen.
Olof Nordenfelt var son till kommendörkapten Ivar Nordenfelt och brorson till Per Nordenfelt. Han var far till läkarna Ivar och Erik Nordenfelt. Olof Nordenfelt är begraven på Galärvarvskyrkogården i Stockholm.